# Нотариално заверен
Нотариално заверен је четврти албум бугарске певачице Емануеле, издат 2018. године. На њему се налазе сабране све Емануелине песме у Пајнеру.

## Списак песама
1. Гледай ме на снимка - 3:35
2. Без чувства - 3:16
3. Още те обичам (дует са Константином - 3:24
4. Нотариално заверен - 3:40
5. Виновна - 3:44
6. Пожелавам ти - 3:21
7. Купих ти сърце (дует са Џорданом) - 3:42
8. Почти перфектен - 3:17
9. 5, 6, 7, 8 (дует са Галином - 3:31
10. Сменяй ме - 3:40
11. Не ме заслужаваш (дует са Константином - 3:30
12. Като теб - 3:09
13. Незабравима (дует са Маријом Цветковом) - 3:09
14. Съкровище (дует са Константином) - 3:26
15. Да те имам - 4:01